# Elecciones federales de Canadá de 1925
Las elecciones federales canadienses de 1925 se celebraron el 29 de octubre para elegir a miembros de la Cámara de los Comunes canadiense del décimo quinto Parlamento de Canadá. El Partido Liberal del primer ministro William Lyon Mackenzie King formó un gobierno minoritario. Esto precipitó el "Caso King-Byng".
Los liberales bajo Mackenzie King ganaron menos escaños que los Conservadores de Arthur Meighen. Un tercero, los progresistas, que había nominado candidatos por primera vez en la elección de 1921, mantuvo el equilibrio de los escaños. King decidió aferrarse al poder con la ayuda de los progresistas. Los progresistas estaban estrechamente alineados con los liberales, y permitieron que King formara un gobierno minoritario.
Este plan se complicó por el hecho de que su partido ganó menos escaños que los conservadores, y que el propio King había perdido su escaño en la Cámara de los Comunes. Meighen estaba indignado por el movimiento de King, y exigió que dimitiera de la oficina del primer ministro. King pidió a un miembro liberal del Parlamento de Saskatchewan que renunciara para que pudiera participar en la elección resultante. Saskatchewan era uno de los asientos más seguros en Canadá para los liberales, y King ganó fácilmente.
Con King de vuelta en el Parlamento, un gran escándalo sacudió el gabinete cuando uno de sus nombramientos fue descubierto para aceptar sobornos. Anticipando un voto de censura por los Comunes, King pidió al Gobernador General, Barón Byng de Vimy, que convocara una elección. El Gobernador General se negó, y King renunció.
King afirmó que era una interferencia en la política canadiense por un funcionario designado por una potencia extranjera. King mostró fuego raro, y reunió a los progresistas en su campamento. Derrotó a Meighen en un voto de confianza después de sólo tres días, convirtiendo al gobierno Meighen de 1926 en el gobierno de menor duración de la historia canadiense. Esta vez, Byng convocó una elección.